# Cradle to the Grave
«Cradle to the Grave» (referido como: Cradle 2 the Grave) es el segundo sencillo del álbum de 2Pac y Thug Life, Thug Life: Volume 1. Es la única canción del álbum que tuvo éxito en las listas de sencillos, alcanzando el puesto #25 en la lista Billboard Hot Rap Singles y el #91 en la Billboard Hot R&B/Hip-Hop Singles & Tracks.